# 考洛尼亚
考洛尼亚（義大利語：Caulonia），是意大利雷焦卡拉布里亚省的一个市镇。总面积100平方公里，人口7369人，人口密度73.7人/平方公里（2009年）。ISTAT代码为080025。